# Suture fronto-zygomatique
La suture fronto-zygomatique (ou suture zygomato-frontale ou suture fronto-malaire) est la suture crânienne qui relie le processus frontal de l'os zygomatique et le processus zygomatique de l'os frontal. La suture peut être palpée juste latéralement à l'œil.